# Андрей Ляпчев
Вижте пояснителната страница за други личности с името Андрей Ляпчев.
Андрей Тасев Ляпчев е български политик от Македония. Изявен участник в Демократическата партия, през 1923 г. той се присъединява към Демократическия сговор и е начело на неговото умерено крило до смъртта си. Той е министър-председател в правителствата управлявали България от 1926 до 1928 година и от 1928 до 1931 година. Член-учредител е на Македонския научен институт. През 1910 година Андрей Ляпчев е номиниран от Христо Славейков за Нобелова награда за мир. Използва псевдонима Арнаутина.

## Биография

### Ранни години
Андрей Ляпчев е роден на 12 декември (30 ноември стар стил) 1866 година в българския македонски град Ресен, тогава в Османската империя. Родоначалникът на Ляпчеви вероятно е влах, преселил се в града от областта Мъглен през XVIII век при потурчването на село Нъте (днес Нотия, Гърция). Бащата на Андрей Ляпчев, Тасе Търпов (Ляпчето), е грънчар, един от видните граждани и известен привърженик на независимата българска църква. Андрей е шестият син в семейството. Брат е на българския общественик Евтим Ляпчев и на революционера от ВМОРО Никола Ляпчев, загинал през Илинденско-Преображенското въстание. Другите му братя са Христо и Йонче.
Андрей Ляпчев започва образованието си в родния си град, но след Априлското въстание през 1876 година местното училище, както и много други български училища в Македония, е затворено. В продължение на три години той помага на брат си Георги, който се грижи за семейството след смъртта на баща им, в неговия магазин в Битоля. През 1879 Андрей Ляпчев се записва в реалната гимназия в Битоля, а две години по-късно се премества в новосъздадената Солунска българска мъжка гимназия. Там негов учител е Трайко Китанчев, също от Ресен, който оказва силно влияние върху него. След уволнението на Китанчев, през 1884 година Ляпчев напуска Солунската гимназия и се премества при него в Пловдив, тогава главен град на Източна Румелия.
Заедно с други македонски ученици в Пловдивската гимназия, като Пере Тошев и Никола Генадиев, Ляпчев се сближава със Захари Стоянов и с препоръката на Спиро Костов е приет за член на Българския таен централен революционен комитет, подготвящ освобождението на Македония и Съединението на Източна Румелия и Княжество България. На 2 септември 1885 година той е изпратен от комитета в Панагюрище, но по пътя е арестуван. Освободен е след осъществяването на Съединението на 6 септември. След началото на Сръбско-българската война на 2 ноември, цялата група се записват като доброволци в Първи опълченски полк, но по заповед на княз Александър I гимназистите са оставени в тила на напредващата армия. Те все пак стигат до превзетия Пирот, където са демобилизирани през декември и се завръщат в Пловдив.
След организирания от Русия преврат през лятото на 1886 година, довел до отстраняването на княз Александър I, и последвалата груба намеса на руски представители във вътрешните работи на България, Андрей Ляпчев се сближава с групата на крайните националисти, водена от Захари Стоянов, Димитър Петков и Димитър Ризов, важна фигура сред македонските емигранти по това време. Организирана от Ляпчев група нанася побой на консерватора Тодор Бурмов, макар самият Ляпчев по-късно да отрича участието си в случая.
През следващите месеци отношенията на Ляпчев със стамболовисткото правителство и Захари Стоянов охладняват и той се сближава с македонската група около Димитър Ризов. Напрежението между правителството и македонската емиграция се засилва след като майор Коста Паница е обвинен в подготовка на държавен преврат и е осъден на смърт. През лятото на 1888 година Димитър Ризов публикува статии, силно критични към Стефан Стамболов, и е осъден на две години затвор. Издадена е и заповед за арестуването на Ляпчев, но той успява да напусне страната.
Ляпчев прекарва следващите години в Цюрих, Берлин и Париж като слуша лекции по икономика и история, въпреки че не завършва формално образование. Той посещава за кратко и родния си град Ресен след смъртта на своя брат Георги. След 1920 година Ляпчев преподава стопански науки на студентите от Свободния университет за политически и стопански науки, днес УНСС.

### Начало на политическата кариера
След падането на Стамболов през май 1894 година, Андрей Ляпчев се завръща в София. Тук той взима участие в кратко просъществувалата македонска група Млада македонска книжовна дружина. В началото на 1895 година започва да пише в издавания от Димитър Ризов опозиционен вестник „Млада България“ и става един от основните му сътрудници и редактор. По това време той смята, че нормализирането на отношенията с Русия е от ключова важност, и предлага някои оригинални идеи за постигането му – абдикация на Фердинанд I в полза на новородения му син, лична уния между Сърбия и България и дори обявяване на страната за република.
През март 1895 година Андрей Ляпчев се включва в ръководството на новосъздадения Македонски комитет, първоначално като секретар, а по-късно като подпредседател. Член е на Върховния комитет до 1898 година. Той прави някои опити за координиране на дейността с тази на ВМОРО, но напрежението между двете организации нараства. След 1897 година Ляпчев постепенно се оттегля от ръководството на ВМК, но продължава да сътрудничи на организацията до нейното закриване през януари 1903 година. Той участва активно в създаването и редакторската дейност на вестник „Реформи“, печатния орган на комитета, и дори за кратко ръководи изданието. След разцеплението на ВМОК Андрей Ляпчев се опитва да посредничи между двете крила, но без особен успех. Участва активно в обществената кампания в защита на българското население в Македония след Илинденско-Преображенското въстание и в събирането на средства в помощ на бежанците.
Както и много други участници във ВМК (Трайко Китанчев, Алеко Константинов, Михаил Такев, Никола Мушанов, Данаил Николаев), Андрей Ляпчев симпатизира на Демократическата партия, създадена през 1896 година от Петко Каравелов. Ляпчев вероятно познава Каравелов от времето в Пловдивската гимназия, но е въведен в близкото му обкръжение от Алеко Константинов. С времето той става близък приятел на семейството. Ляпчев, като близък със семейството на Петко Каравелов по-късно, в 1906 година, запознава неговата дъщеря, Лора Каравелова, с поета Пейо Яворов. По-късно си спечелва гневни реплики от нейна страна, тъй като я съветва да уреди развода си, като се споразумее със своя съпруг Иван Дренков.
Ляпчев се превръща и в една от основните фигури в „Пряпорец“, вестникът на Демократическата партия. Той е сред основните участници в кампанията срещу въведения през 1900 година от радослависткото правителство натурален десятък. По време на правителството на Каравелов (1901 – 1902) Ляпчев е назначен в Министерството на финансите и отговаря за преките данъци. На тази длъжност той организира премахването на десятъка. След смъртта на Петко Каравелов в началото на 1903 година, Демократическата партия е оглавена от Александър Малинов, а подпредседатели стават Андрей Ляпчев и Михаил Такев. Ляпчев става известен като водещ експерт на демократите в областта на икономическата политика.

### Първо правителство на Малинов
В началото на 1908 година княз Фердинанд I възлага на Александър Малинов да състави самостоятелен кабинет на Демократическата партия и Ляпчев влиза в състава му като министър на търговията и земеделието като остава на този пост до 1910 година. На последвалите избори за XIV обикновено народно събрание той за пръв път е избран за народен представител.
Андрей Ляпчев играе активна роля при обявяването на независимостта на България. На 6 септември 1908 година българското правителство конфискува железопътните линии в Южна България, които са собственост на Османската империя и са експлоатирани от Компанията на източните железници. Отношенията между двете страни се изострят и те провеждат частична мобилизация. На проведена на 15 септември във Виена среща на княз Фердинанд с Малинов и Ляпчев е взето решение за обявяване на независимостта, което става на 22 септември 1908 година.
След първите неуспешни консултации с Османската империя, на 18 октомври Ляпчев пристига в Цариград начело на българска делегация, която трябва да уреди спорните въпроси между двете страни. Преговорите са блокирани от исканията за големи финансови компенсации от османска страна и се проточват повече от пет месеца. На 6 април 1909 година Андрей Ляпчев и Мехмед Рифат паша, външен министър на Османската империя, подписват протокол за признаване на българската независимост. На 13 юни същата година Ляпчев постига споразумение и с ръководството на Източните железници, като компанията получава около 2 милиона лева допълнителни компенсации за национализираните железопътни линии.
Като министър на земеделието и търговията Ляпчев прилага селективно регулаторни и либерализационни мерки: поставя началото на кадастър на поземлените имоти, опитва се да насърчи скотовъдството и отглеждането на фуражни култури със закон за мерите, отменя държавния монопол върху солта, прокарва нов закон за насърчаване на въгледобива, регламентира и либерализира занаятчийските сдружения, прехвърля държавната протекция от дребните промишлени предприятия върху кооперациите. Ляпчев полага усилия за ограничаване на злоупотребите с власт, като в прокарания от него законопроект за мините забранява на държавните служители да придобиват концесии. Опитът за концентриране на управлението на различните преференциални режими в един орган в Министерството на земеделието и търговията обаче създава условия за корупция.

### Второ правителство на Малинов
На 18 септември (5 септември стар стил) 1910 година Александър Малинов прави промени в кабинета си и Андрей Ляпчев става министър на финансите. Той заема поста около половин година, но все пак успява да проведе някои мерки. Със закон е създадена Българска централна кооперативна банка, с цел да кредитира преференциално кооперациите в страната. Намалени са някои вносни мита, най-вече на суровини за промишлеността. Вероятно най-важната мярка е обезпечаването на известна финансова самостоятелност на общините, на които са прехвърлени приходите от беглика, училищния налог и пътния данък.
В началото на 1911 година Демократическата партия губи изборите за окръжни съветници и цар Фердинанд I оказва натиск върху Малинов да подаде оставка. През март 1911 година е съставен нов кабинет на Народната и Прогресивнолибералната партия, начело с Иван Гешов. Смята се, че основна причина за смяната на правителството е подготовката за създаването на Балканския съюз. Влиятелната македонска група в Демократическата партия, водена от Андрей Ляпчев и Михаил Такев, представлява пречка за евентуално споразумение със Сърбия за поделяне на Македония между двете страни.
В 1912 година във Виена Андрей Ляпчев се жени за Констанца Петрович. По време на Балканските войни тя е милосърдна сестра, а по-късно участва активно в Съюза за закрила на децата, чийто председател е от 1940 година до смъртта си през 1942 година. Двамата нямат деца.

### Периодът на войните
При започването на Балканската война през октомври 1912 година Ляпчев се записва за доброволец и работи в главния щаб на Македоно-одринското опълчение. На 21 октомври 1912 година той е преместен в Ямбол, който е определен за първостепенен крепостен пункт. Ляпчев приема новото назначение с негодувание, защото това го откъсва от преките военни действия. На тази си длъжност той се запознава началник-щаба – полк. Иван Колев, с когото стават добри приятели. В началото на ноември полковникът получава ново назначение и избира Ляпчев да го придружава в пътя му до Лозенград, а по-късно и до Чорлу, където се намира щабът на Първа българска армия. Там двамата остава до декември същата година, когато започват придвижването до Чаталджа и боевете там. В спомените си за тези моменти Андрей Ляпчев често описва как с Колев споделяли общото си недоволство, че са само зрители на войната и не могат да се включат в преките действия.
Уволнява се от военна служба през януари 1913 година с чин младши подофицер. През следващите месеци пътува много в новоосвободените земи в Македония и Тракия. В края на годината за пръв път от падането на правителството на Малинов е избран за депутат. След преждевременното разпускане на парламента, в началото на 1914 година е избран отново. В навечерието на Първата световна война Демократическата партия се обявява за запазване на неутралитета на страната и през следващите години тя остава в опозиция на правителството на Васил Радославов.
Самият Ляпчев оказва силно влияние върху политиката на партийния вестник „Пряпорец“ и участва активно в парламентарните дебати. Така например, той се обявява срещу приемането на григорианския календар, в което вижда опит за дистанциране на страната от православния свят. Въпреки това, заедно с Атанас Буров, той успява да убеди правителството да приеме Закона за стопански грижи и обществена предвидливост, с който се очаква да се подобри затрудненото снабдяване във военните условия. Ляпчев участва за кратко в ръководството на комитета.

### Краят на Първата световна война (1914 – 1918)
В началото на 1918 година положението на България във военно отношение се влошава, а правителството на Радославов е силно компрометирано. На 21 юни Александър Малинов образува нов кабинет, в който се съгласяват да се включат само Демократическата и Радикалдемократическата партия, а Андрей Ляпчев отново става министър на финансите за краткия период от 21 юни до 28 ноември 1918 година. Положението на правителството е много неблагоприятно, както поради тежката международна ситуация, така и поради факта, че съставляващите го партии разполагат с 36 от 243 места в Народното събрание.
В първите месеци правителството е предпазливо в опитите си да постигне прекратяване на войната. Събитията се ускоряват след 15 септември, когато започва голяма офанзива на съглашенските сили в Македония. Андрей Ляпчев, заедно с военния министър Сава Савов, посещава българската главна квартира в Кюстендил, където лично се уверява в тежкото положение и дезорганизацията сред войската. След завръщането му в София, правителството решава, без знанието на намиращия се в Скопие цар Фердинанд, да започне преговори за примирие.
Делегацията за преговорите се ръководи от Андрей Ляпчев и включва още генерал Иван Луков и дипломата Симеон Радев. Те заминават за Солун на 25 септември, придружени от Доминик Мърфи, генерален консул на Съединените щати в София. На 29 септември 1918 година Ляпчев и командващия силите на Съглашението генерал Луи Франше д'Еспере подписват Солунското примирие, което прекратява участието на България в Първата световна война. Макар че не са получени гаранции за следвоенните граници на България и около 100 000 български войници са предадени в плен на противника, българската делегация постига една от основните си цели – да не допусне окупация на страната от сръбски и гръцки войски.
След завръщането си от Солун, на 2 октомври Андрей Ляпчев произнася в парламента реч, в която поставя въпроса за абдикацията на цар Фердинанд и настоява всички партии да я подкрепят. На следващия ден Фердинанд абдикира в полза на сина си, Борис III.
Докато Ляпчев е финансов министър през 1918 година, са предприети някои извънредни мерки за ограничаване на инфлацията. Повишени са някои акцизи, въведен е извънреден данък върху печалбата, силно е ограничена валутната търговия и вноса на стоки.
С цел да се увеличи тежестта на правителството пред окупационните сили на 17 октомври в кабинета на Малинов са включени представители на още 4 партии – Народната, Прогресивнолибералната и Българската работническа социалдемократическа партия (БРСДП) и Българския земеделски народен съюз (БЗНС). Така е образувана най-широката коалиция в историята на България. В това правителство Ляпчев остава финансов министър, като освен това е управляващ Министерството на земеделието и държавните имоти от 17 октомври до 28 ноември 1918 година.
След ултимативното искане на окупационните сили българските представители да напуснат Добруджа, което противоречи на Солунското примирие, Александър Малинов подава оставка и на 28 ноември е съставено ново правителство, начело с Теодор Теодоров. Андрей Ляпчев става първият цивилен военен министър в българската история. Тази практика, утвърдила се след 1990 година, първоначално е отстоявана от основателя на Демократическата партия Петко Каравелов.
Обтегнатите отношения между демократите и БЗНС във връзка с Владайското въстание още повече се изострят след противопоставянето на Демократическата партия на гласуваната в края на 1918 година амнистия за участниците във въстанието, сред тях и някои лидери на БЗНС. Под натиска на земеделците, демократите не са включени във втория кабинет на Теодоров, сформиран на 7 май 1919 година. След отказа на Теодоров да подпише Ньойския договор, на 6 октомври е съставен нов коалиционен кабинет, начело с лидера на БЗНС Александър Стамболийски, който подписва мирния договор.

### Управлението на БЗНС
На парламентарните избори, проведени на 28 март 1920 година, БЗНС не успява да получи мнозинство в парламента, въпреки натиска, оказван от доминираното от земеделци правителство. С решение на парламента те отменят избора на 13 депутати от опозицията, за да си осигурят мнозинство. Представителите на другите партии са извадени от състава на правителството.
През следващите месеци Демократическата партия, най-голямата опозиционна сила, остро се противопоставя на противоконституционните действия на правителството на Стамболийски. Както пише самият Ляпчев:
| „ | Ние сме застрашени като народ и ако продължи тоя режим на партизански гонения и беззакония ще понижим още повече достойнствата си като народ. | “ |

Наред с това, той критикува некомпетентната финансова политика на кабинета, довела до повишена инфлация, намалената събираемост на данъците, неефективността на създадената Трудова повинност.
По това време Андрей Ляпчев участва във Втория църковно-народен събор (1921 – 1922) на Българската православна църква. Той подчертава ролята на българските манастири в запазването на българския дух в специална реч на събора и критикува кабинета на БЗНС за противозаконните им действия срещу църквата. Андрей Ляпчев се обявява и в защита на руските емигранти, обвинени в заговор за сваляне на земеделското правителство. Той се отнася със симпатия и към основания от Александър Цанков и Александър Греков Народен сговор. След убийството на Греков през 1922 година той го сравнява с Алеко Константинов и обвинява правителството за смъртта му.
Още със съставянето на самостоятелно правителство на БЗНС започват преговори за единни действия на опозиционните партии. С решаващото участие на Андрей Ляпчев и Атанас Буров през лятото на 1921 година почти е постигнато споразумение между Демократическата и Обединената народно-прогресивна партия, но преговорите се провалят в последния момент. На 15 април 1922 година в крайна сметка е постигнато съгласие за общи действия и съвместно бъдещо управление, а на 6 юли към двете партии се присъединява и Радикалната партия. Така е образуван Конституционният блок, в чието ръководство Ляпчев играе централна роля.
На 17 септември 1922 година Конституционният блок свиква голям събор в Търново. Стамболийски решава да използва тази възможност, за да унищожи опозицията в страната. Той организира на същата дата конгрес на цвеклопроизводителите, и събраните тълпи земеделци се саморазправят физически с водачите на опозиционните партии. Ляпчев не присъства на събора, тъй като е оставен като представител на блока в София.
На 20 септември Ляпчев е извикан за разпит в полицията, а два дни по-късно домът му е претърсен и са иззети документите от архива му. Самият той е арестуван и хвърлен в затвора, за да бъде съден като един от виновниците за Втората национална катастрофа, но поради влошено здравословно състояние е освободен под домашен арест. На 26 септември, заедно с други лидери на опозицията, той е арестуван без съдебна заповед и в нарушение на депутатския му имунитет.
През октомври в нарушение на Конституцията БЗНС приема закон за създаване на извънреден съд, който да съди участниците във всички правителства от 1911 до 1918 година, а на 19 ноември е проведен референдум, който ги обявява за виновни. На 1 декември задържаните са преместени в Шуменския затвор, където прекарват следващите месеци. Самият съдебен процес не напредва особено, тъй като не се намират достатъчно юридически аргументи за осъждането на обвиняемите. Така например, бившият американски консул Доминик Мърфи, за когото се очаква да свидетелства за нежеланието на Малинов и Ляпчев да сключат сепаративен мир, обявява точно обратното и обвинението се отказва да го използва в делото. Мърфи оправдава напълно Ляпчев и Малинов, заявявайки:
| „ | Аз имам всички основания да вярвам и да зная за тяхното горещо желание за сепаративен мир на България. | “ |

### Правителствата на Александър Цанков
След Деветоюнския преврат през 1923 година правителството на БЗНС е отстранено и е съставен кабинет, начело с водача на Народния сговор професор Александър Цанков. В правителството влизат представители на всички политически партии, освен БЗНС и Българската комунистическа партия (БКП), но водеща роля имат Народният сговор и Военният съюз.
Отношенията между водачите на старите партии и новото правителство са двусмислени. Старите политици одобряват отстраняването на режима на БЗНС, но не и значителното влияние на военните и Вътрешната македонска революционна организация (ВМРО) при новото управление. Самото правителство се стреми към обединение на старите партии, за да си осигури по-стабилна политическа подкрепа, но няма доверие на повечето им водачи. То забавя с няколко седмици освобождаването им от затвора, а извънредният закон, по който те трябва да бъдат съдени, е отменен едва в началото на следващата година.
Въпреки че посреща с одобрение преврата, в тази ситуация Андрей Ляпчев се опитва да лавира между двете страни. Той полага всички усилия, за да не бъде свързван с незаконните действия на извършителите на преврата и дори заявява пред Григор Чешмеджиев:
| „ | Аз мисля, че тия, които веднъж си окървавиха ръцете, нека си носят отговорността и си свършат работата докрай. | “ |

В същото време Ляпчев е привърженик на сливането на демократичните партии. Той е привърженик на тази политика още от началото на 20-те години, тъй като смята, че между тях няма принципни различия и това е единствения начин да се противопоставят на авторитарните тенденции след войната.
През седмиците след преврата в Демократическата партия се оформят две течения. Едната група, водена от Андрей Ляпчев, се стреми към сливане с другите партии от Конституционния блок и с Народния сговор. Другата, начело с лидера на партията Александър Малинов, е по-предпазлива и предпочита по-тясно сътрудничество само с Радикалдемократическата партия.
На 19 юли партиите от Конституционния блок решават да прекратят дейността му и да се обединят. На 24 юли Демократическата и Радикалдемократическата партия образуват Съюз за демокрация, към който на 2 август се присъединява и Обединената народно-прогресивна партия. На 10 август Съюзът за демокрация се обединява с Народния сговор, с което е поставено началото на новата политическа сила Демократически сговор в чиито състав влиза Ляпчев. С това той успява временно да наложи позициите си над тези на групата на Александър Малинов и Александър Гиргинов.
Въпреки че играе решаваща роля във формирането на Демократическия сговор и лично пише неговата първа програма, първоначално Ляпчев не влиза в неговото ръководство. Под натиска на правителството на изборите през ноември 1923 година коалицията на Демократическия сговор и БРСДП печели голямо мнозинство в XXI обикновено народно събрание. От 173 депутати на Сговора 56 са представители на Демократическата партия, а Ляпчев става председател на общата парламентарна група.
По това време Андрей Ляпчев купува първото си собствено жилище – къща на улица „Кракра“. За тази цел той получава банков заем, който не успява да изплати до края на живота си.
На 22 декември 1923 година е избран Висш партиен съвет на Демократическия сговор и Ляпчев става негов заместник-председател. Това действие е прието за стъпка към централизиране на Сговора и премахване на самостоятелността на влизащите в него партии, което предизвиква недоволството на групата около Александър Малинов.
В началото на 1924 година напрежението в Демократическата партия нараства, но Андрей Ляпчев, придружен от Атанас Буров, трябва да замине за Франция и Великобритания, за да води преговори във връзка с българските финансови задължения и да се опита да изведе правителството на Цанков от международната изолация. Междувременно водачът на Демократическия сговор Александър Цанков оказва натиск върху демократите да определят позицията си спрямо Сговора, което допълнително засилва противоречията между тях.
През март Ляпчев отменя срещите си с британския министър-председател Рамзи Макдоналд и се връща в София, за да се опита да запази единството на партията. Това се оказва невъзможно и в края на март Демократическата партия окончателно се разделя на две. Въпреки че много от старите лидери на партията, като Александър Гиргинов, Никола Мушанов, Христо Славейков, Константин Батолов, остават лоялни към лидера Александър Малинов и се отделят от Демократическия сговор, групата на Ляпчев има мнозинство в ръководството на партията и установява контрол върху нейната организационна структура и партийния вестник „Пряпорец“. С това Ляпчев се превръща в безспорен лидер на представителите на старите партии в Демократическия сговор.
Макар и да заема високи постове в Демократическия сговор, Андрей Ляпчев не подкрепя напълно политиката на правителството. Той не одобрява ограниченията в дейността на опозиционните партии, наложени със Закона за защита на държавата (ЗЗД). Още повече се разминават вижданията на Ляпчев и Цанков в икономическата област. Ляпчев си противопоставя на засилващата се държавна намеса в икономиката, новия закон за борба със спекулата, високите мита, които имат покровителствено въздействие върху българските производители спрямо чуждия внос.
След организирания от БКП атентат в църквата Света Неделя на 16 април 1925 година със съдействието на правителството е организирана нова вълна от репресии, при която без съд са избити стотици привърженици на левицата. Недоволството срещу правителството, както в страната, така и в чужбина, нараства. Срещу Александър Цанков се обявяват както вътрешнопартийната опозиция, водена от Андрей Ляпчев и Атанас Буров, така и други влиятелни кръгове, поддържащи правителството – цар Борис III, който се обявява против нарушенията на Конституцията, ВМРО, групата на военните около генерал Иван Вълков. Под силен натиск Цанков подава оставката си като лидер на партията и правителството и на 4 януари 1926 година мястото му е заето от Андрей Ляпчев, който заема постовете на министър-председател и министър на вътрешните работи и народното здраве до 21 юни 1931 година.

### Първо правителство на Ляпчев
Още в програмната си реч на 5 януари Ляпчев очертава основните насоки в политиката на новото правителство – амнистия на политическите затворници и политика на бюджетни икономии, целяща стабилизация на икономиката. Близкият до Ляпчев журналист Григор Василев озаглавява статията си във вестник „Пряпорец“ по повод съставянето на правителството „Со кротце, со благо се отива надалеко“.
Във външната политика правителството на Ляпчев продължава сближаването с Италия и се ориентира към по-тясно сближаване със съглашенските сили и особено с Англия. От своя страна управляващите консервативни кръгове във Великобритания посрещат с надежда и доверие правителството на Ляпчев. Ляпчев възприема идеята за подобряване на положението на българското население във Вардарска Македония с помощта на Великобритания. За разлика от твърдата англо-италианска ориентация на Ляпчев, опозицията начело с Цанков се стреми към сближаване с Югославия.
Относно националния въпрос Андрей Ляпчев изважда поуки от националните катастрофи и възприема идеята за мирна ревизия на границите и на тежкия Ньойски договор. България няма друг изход освен да търси пролука между противоречията на Великите сили и чрез дипломация да се ревизират границите. Това става основна цел на дипломатическите усилия при управлението на Ляпчев.
През февруари 1926 година е приет закон за условна и частична амнистия на престъпления, извършени след юни 1923 година. Освободени са около 7000 души, включително над 1000, осъдени за по-леки престъпления по ЗЗД. Към този момент в затвора остават около 500 души, осъдени по ЗЗД, като около 500 съдебни дела по закона не са приключили. Амнистията дава възможност за завръщане в страната на политическите емигранти, главно земеделци, като по това време е възстановена и дейността на БЗНС.
Ляпчев многократно се обявява против смъртното наказание, особено за политически престъпления. Заедно с цар Борис III, той получава критики от крайното крило в Демократическия сговор след помилването на над 70 души, осъдени на смърт по ЗЗД. За да избегне смъртните наказания Ляпчев предлага на царя да се заменят с доживотен затвор. Сред освободените от затвора по това време е и комунистическият лидер Христо Кабакчиев, на когото Ляпчев назначава охрана, след което му съдейства да замине за Съветския съюз. Въпреки инцидентните краткотрайни арести на политически противници и обичайните и за довоенния период манипулации при изборите, политическата атмосфера в страната чувствително се успокоява.
На 10 юни, по препоръка на своя Финансов комитет, Съветът на ОН одобрява проект за настаняване на български бежанци с помощта на международен заем. Какъв залог ще бъде предоставен от България е решено след преговори със страните, на които страната дължи репарации съгласно Ньойския договор. През юли, след българска дипломатическа офанзива в Париж и Рим, Междусъюзническата комисия позволява използването на някои акцизи за целта. На 8 септември външният министър Атанас Буров и финансовият Владимир Моллов подписват в Женева протокол за сключване на бежански заем под гаранцията на ОН. Документът урежда величината на заема, условията и контрола върху прилагането му. Народното събрание го ратифицира с почти пълно единодушие в края на същия месец. В началото на декември са сключени договорите между България и банките, които участват в отпускането на заема. Политическата стабилизация по върховете също спомага правителството да договори в края на 1926 година сключването на бежанския заем. Неговата цел е да се подпомогнат повече от 250 000 български бежанци след периода на войните, които се намират в тежко материално положение. Ляпчев се старае по всякакви начини да неутрализира противодействието на съседните държави срещу бежанския заем, търсейки разбирателство с тях и най-вече с Кралство Югославия. Веднага със сключването на заема е създадена Главна дирекция по настаняване на бежанците, пряко подчинена на министър-председателя.
Същевременно в страната изобилстват случаи на политическо насилие, често извършвано от полулегални проправителствени организации, включително държавни служители и военни. В периода 1926 – 1927 година правителството на Ляпчев успява да възстанови редовната наборна армия с мълчаливото съгласие на страните победителки в Първата световна война, а под техния натиск съседните държави също приемат реформите.
През февруари 1927 година, в навечерието на изборите за XXII обикновено народно събрание, Андрей Ляпчев се среща с група представители на нелегалната БКП. С тях той се договаря партията да бъде легализирана под името Работническа партия, при условие че легалната организация не е формално подчинена на съветското правителство. Възстановени са и прокомунистическите организации Независими работнически професионални съюзи и Работнически младежки съюз.
Парламентарните избори са проведени на 29 май 1927 година. Демократическият сговор и неговият коалиционен партньор Националлибералната партия получават 173 от 273 места в XXII обикновено народно събрание. В същото време Ляпчев успява да засили позициите на подкрепящата го фракция в партията за сметка на крилото на Александър Цанков.
В края на 1927 година България и Гърция сключват спогодбата Моллов-Кафандарис. Според нея българско население от Гърция се преселва в България, като в същото време етнически гърци от територията на България се преселват в Гърция. Двете страни се ангажират да компенсират финансово своите бежанци за имуществото, останало на територията на другата държава. Това допълнително увеличава броя на бежанците в България, като разликата в дължимите компенсации е неблагоприятна за страната. Подписана е от финансовите министри на двете страни – професор Владимир Моллов и Георгиос Кафандарис. Около 300 – 400 хиляди българи са преселени от Егейска Македония в България. За разлика от плана за изплащане на бежанските заеми от 1922 година, спогодбата Моллов-Кафандарис ощетява сериозно бежанците.
Противоречията между различните течения в Демократическия сговор довеждат до продължителна политическа криза през 1928 година. Тя се проявява в натиска, оказван от вътрешната опозиция, за отстраняване от правителството на военния министър Иван Вълков, изиграл важна роля в отстраняването на Александър Цанков през 1926 година. Той е обвиняван в корупция и толериране на незаконната дейност на ВМРО. В същото време генерал Вълков се смята за близък до цар Борис III и се ползва с влияние в армията.
Кризата започва на 1 март 1928 година, когато Кимон Георгиев, министър на железниците, пощите и телеграфите, подава оставка в знак на протест срещу действията на правителството в преговорите за Стабилизационния заем, най-вече поради опасенията, че е възможно Българска народна банка да бъде преобразувана в акционерно дружество, които така и не се реализират. Георгиев получава подкрепата на групата около Александър Цанков, която гласува в парламента против правителството по въпроса със заема. Освен това Георгиев критикува кабинета на Ляпчев за непоследователната политика по отношение на Македонския въпрос и апелира да се озапти ВМРО и Иван Михайлов.
Андрей Ляпчев се опитва да лавира между противостоящите страни и кризата се проточва с месеци. През лятото за оставката на Вълков се обявява и външният министър Атанас Буров. Ляпчев провежда разговори с Борис III, който поставя като условие за отстраняването на Иван Вълков напускането на кабинета и от Буров. В началото на септември Ляпчев получава мандат за съставяне на нов кабинет. В предложения от него състав не влизат нито Иван Вълков, нито Атанас Буров, но предложението не получава подкрепата на народняшката група в парламента и е отхвърлено.
Цар Борис III предлага мандат за съставяне на кабинет на опозиционния водач Александър Малинов, но, неразполагащ със стабилно мнозинство в парламента, той се отказва. Изправени пред перспективата от загуба на властта, различните крила в Демократическия сговор се споразумяват за момента и на 12 септември е съставено ново правителство, единствената промяна в което е замяната на Кимон Георгиев с Рашко Маджаров.

### Второ правителство на Ляпчев
Второто правителство на Ляпчев продължава политиката си по националния въпрос в общи линии. Заради бежанския заем държавният външен дълг на България нараства. В такива условия правителството на Ляпчев се нужда от втори заем, за да стабилизира лева. След настъпилото временно помирение в Демократическия сговор, в края на 1928 година е сключен стабилизационен заем, с подкрепата на Обществото на народите (ОН). Основната цел на заема е да рекапитализира Българска народна банка, като подготви условията за възстановяване на конвертируемостта на лева. В резултат на негласно условие за сключването му, военният министър Иван Вълков все пак е освободен от поста и е изпратен за посланик в Италия. Вследствие на подписаните бежански и стабилизационен заем се засилва икономическата зависимост на България от чужд капитал. От друга страна двата заема действително облекчават платежния баланс на държавата и положението на БНБ, въпреки че голяма част от заемите отиват за погасяване на стари външни задължения на страната. Стабилизационният заем има и политическа освен икономическа цел, а именно обвързване с антисъветската политика на Англия и САЩ. В същата година правителството на Ляпчев възстановява свободната валутна търговия.
В това време в Югославия се провежда интензивна асимилационна политика, което обтяга отношенията с България и се стига до затваряне на границите между двете държави в 1929 година, която е отворена чак в 1930 година с втората Пиротска спогодба. Двете Пиротски спогодби са подписани в 1929 и 1930 година и представляват финал на стъпките към нормализиране на отношенията между България и Югославия и приобщаването на България към демократичната общност.
Заради тежкото икономическо положение Международната комисия по репарациите в София предлага на Главната репарационна комисия в Париж да отложи репарационната годишна вноска. Правителството на Ляпчев от своя страна веднага отправя молба към Междусъюзническата контролна комисия да се отложат две репарационни вноски с падеж през април и октомври 1929 година. Взето е решение да се изплатят в 1930 година, която малка отстъпка на Главната репарационна комисия предизвиква острото недоволство на Гърция.
През 1929 година е проведен съдебен процес по ЗЗД срещу 52-ма представители на екстремисткото крило в Работническата партия. Присъдите са относително леки, а малко след процеса е приета нова амнистия за всички осъдени по ЗЗД на по-малко от 15 години затвор. Това отново предизвиква недоволството на групата на Александър Цанков и изостря вътрешните противоречия в Демократическия сговор.
В началото на 1930 година Демократическият сговор се представя незадоволително на общинските избори, след което групата на Цанков гласува срещу правителството по време на вот на недоверие, който въпреки това е отхвърлен. По това време самият Ляпчев се разболява тежко. С цел да стабилизира правителството на 15 май 1930 година той прави промени в състава му, като за министри са избрани Александър Цанков и двама негови привърженици.

### Трето правителство на Ляпчев
През 1929 – 1930 година Андрей Ляпчев играе важна роля в сключването в края на 1930 година на брак между цар Борис III и принцеса Джована Савойска, дъщеря на италианския крал Виктор Емануил III. Това събитие е разглеждано като пробив в международната изолация на България след Първата световна война, като се възлагат големи надежди на сближаването с Италия, която е страна победителка във войната, но в същото време е привърженик на ревизия на последвалите я мирни договори. Това от своя страна предизвиква подозрения в Югославия за образуване на насочен срещу нея съюз на България и Италия.
Изправен пред последствията от Световната икономическа криза и засилващия се натиск на лявата опозиция, в навечерието на парламентарните избори през 1931 година Андрей Ляпчев подава оставката на кабинета. След продължителни преговори с Демократическата партия не се стига до споразумение за образуване на временно коалиционно правителство и е направена само частична промяна, като в кабинета са включени двама представители на Националлибералната партия.
На 21 юни 1931 година са проведени първите парламентарни избори след 1920, протекли в сравнително нормална обстановка. Те са спечелени от Народния блок, коалиция, доминирана от БЗНС Врабча 1 и Демократическата партия. На 28 юни Андрей Ляпчев подава оставка и на следващия ден предава мирно властта на новосформираното правителство на Александър Малинов.

### Последни години
След парламентарните избори през 1931 година здравословното състояние на Ляпчев се влошава. Той заминава за Берлин, където се установява, че е болен от рак на белия дроб. По време на половингодишното му отсъствие разногласията в Демократическия сговор продължават да нарастват.
Андрей Ляпчев се завръща в София на 11 март 1932 година, а през май е проведен конгрес на Демократическия сговор, на който групата на Александър Цанков окончателно се отделя от партията. Ляпчев и Атанас Буров запазват водещата роля в другото крило на Сговора.
Макар и почти напълно оттеглил се от активна дейност, политическите разногласия се отразяват неблагоприятно на влошаващото се здравословно състояние на Ляпчев. През есента на 1933 година той отново заминава на лечение в Берлин и Кил, но болестта му продължава да се развива. В края на октомври той се завръща в България и умира в дома си на улица „Кракра“ №21 в София на 6 ноември 1933 година.
Административната сграда на Института за изследване на изкуствата се помещава в дома на Андрей Ляпчев на ул. „Кракра“ 21. Преди смъртта си Ляпчев завещава цялото си имущество на Българската академия на науките и в къщата му от 1948 година се помещава Институтът за изобразително изкуство.

## Оценки и почит
Петър Карчев дава описание на Ляпчев:
| „ | Андрей Ляпчев беше среден на ръст човек. Единият му клепач винаги покриваше по-голямата част от окото му, нещо което придаваше на физиономията му присмехулен вид. Това впечатление се усилваше още повече поради това, че бомбето на министъра винаги стърчеше някак си предизвикателно изкривено на една страна. Освен това, когато вървеше из улиците Ляпчев държеше в двете си ръце своя бастун зад гърба си. В тази негова всекидневна поза имаше нещо пренебрежително... Общият вид на Ляпчевата фигура говореше за безразличието му спрямо оценките на обществото относно тоалета му. Подозираше вестникарите в желание да го подведат, да го изложат. Често в среща с тях той приповдигаше единия си клепач и мнителен към всяка тяхна дума, казваше метафорично: „Плѝват о̀вде па̀мпур?“. | “ |

Близкият до Ляпчев журналист Григор Василев пише за него:
| „ | Цялата политика на Ляпчев беше реформи, строежи, стопанско съвземане, политическо заздравяване, следване на външната политика, която българският народ дълбоко схваща по здрав инстинкт... Ляпчев умря като велик човек. Никакво описание не би могло днес да предаде самообладанието и величието на Ляпчева в последните му часове. | “ |

На Андрей Ляпчев са кръстени булевард в София (Карта) и улица в Благоевград. Негов личен архивен фонд се съхранява в Държавна агенция „Архиви“.

### Самостоятелни трудове
- 1925 – „Стопанското положение на България“
- 1926 – „Държавата и кооперацията“
- 1927 – „Развой на българското кооперативно движение. Неговите успехи и грешки“

### Статии
- Списание „Българско икономическо дружество“
  - 1898 – „Дружествата от правно и икономическо гледище“
  - 1900 – „Каменните въглища като предмет за износ“
  - 1902 – „Бюджетът и Народната банка със Земеделските каси“
  - 1903 – „Към предстоящите търговски договори“
  - 1904 – „Митнишката тарифа“
  - 1905 – „Захарната индустрия“
  - 1905 – „Сребърните банкноти“
  - 1912 – „Търговският договор с Австро-Унгария“
  - 1914 – „Заемът“
  - 1919 – „Войната и финансите“
  - 1927 – „Програма за финансовото заздравяване и стопанското замогване на страната“
  - 1930 – „Цените на зърнените храни“
  - 1932 – „Стопанската криза и държавите“
- „Демократически преглед“
  - 1915 – „Сребърните пари“
  - 1924 – „Идеалът на демокрацията“
- „Демокрация“
  - 1920 – „Демокрацията и нейните проблеми“
  - 1921 – „Идеологията на научния социализъм“
  - 1921 – „Бюджетът“
- Списание „Съюз на популярните банки“
  - 1921 – „След конгреса“
  - 1921 – „Митнишката тарифа“
  - 1922 – „Популярните банки и работничеството“
  - 1922 – „Паричната криза“
  - 1922 – „Съюзите на Б.Ц.Кооперативна банка“
  - 1925 – „Партизанството и кооперацията“
- „Кооперативно дело“
  - 1926 – „Стопанското положение и перспективите, които то чертае“
  - 1926 – „Отношение и възгледи спрямо кооперацията“

### Речи
- 1908 – „Изложение на мотивите към законопроекта за насърчение на местната индустрия“
- 1908 – „Мотиви към законопроекта за организиране и подпомагане на занаятите“
- 1909 – „Реч по Закона за кадастра“
- 1911 – „Реч на министъра на финансите по финансовото положение на България“
- 1926 – „Реч пред икономистите академици“
- 1926 – „В защита на българската кооперация“
- 1927 – „Реч пред II Общ кооперативен конгрес“